# Liste d'enclaves et d'exclaves intérieures de la France
 (juillet 2010).
Si vous disposez d'ouvrages ou d'articles de référence ou si vous connaissez des sites web de qualité traitant du thème abordé ici, merci de compléter l'article en donnant les références utiles à sa vérifiabilité et en les liant à la section « Notes et références ».
Cet article répertorie les subdivisions françaises (départements, communes, etc.) dont le territoire est composé d'une ou de plusieurs enclaves.
En géographie politique, une enclave est un territoire totalement entouré par un autre territoire ; une exclave est un territoire qui n'est pas connexe au reste du territoire auquel il est politiquement rattaché.

## Niveau régional
- Les communes d'Escaunets, Séron et Villenave-près-Béarn forment une enclave des Hautes-Pyrénées dans les Pyrénées-Atlantiques, de même que les communes de Gardères et Luquet, donc de l'Occitanie en Nouvelle-Aquitaine.

- Les quatre communes de Grillon, Richerenches, Valréas et Visan forment le canton de Valréas, surnommé l'« enclave des papes », qui a donné son nom à la communauté de communes de l'Enclave des Papes. Partie du Vaucluse enclavée dans la Drôme, c'est donc une enclave de Provence-Alpes-Côte d'Azur en Auvergne-Rhône-Alpes.

## Niveau départemental
Les communes enclavées dans un autre département que celui auquel elles appartiennent sont les suivantes :
- soit totalement :
  - les communes listées dans la section précédente (un même département ne pouvant être sur deux régions différentes) ;
  - les communes de Boursies, Doignies et Mœuvres constituent une enclave du Nord dans le Pas-de-Calais ;
  - la commune de Ménessaire est une exclave de la Côte-d'Or située entre la Nièvre et Saône-et-Loire ;
  - la commune d’Othe est une enclave de Meurthe-et-Moselle dans la Meuse ;
- soit partiellement :
  - la commune de Pont-d’Ouilly, dans le Calvados, possède une enclave dans la commune de Cahan, dans l’Orne ;
  - la commune de Chêne-Sec, dans le Jura, possède deux parcelles enclavées dans la commune de Beauvernois, en Saône-et-Loire ;
  - la commune de Grand-Failly, en Meurthe-et-Moselle, possède une parcelle enclavée entre les communes de Marville, Delut et Rupt-sur-Othain, dans la Meuse ;
  - les communes de Vauciennes et d’Ivors, dans l’Oise, ont respectivement deux et une enclaves dans la commune de Coyolles, dans l’Aisne[2] ;
  - la commune de Segré-en-Anjou Bleu, en Maine-et-Loire, possède une parcelle enclavée dans la commune de Chemazé, dans la Mayenne.

## Niveau communal

### Communes enclavées dans une autre
Les communes suivantes sont totalement enclavées dans une autre :
- Curmont (Haute-Marne), à l'intérieur de Colombey les Deux Églises ;
- Giuncheto (Corse-du-Sud), à l'intérieur de Sartène ;
- Hesdin (Pas-de-Calais), à l'intérieur de Marconne ;
- Husseren-les-Châteaux (Haut-Rhin) à l'intérieur d'Eguisheim ;
- La Pellerine (Maine-et-Loire), à l'intérieur de Noyant-Villages ;
- Le Pin-au-Haras (Orne), à l'intérieur de Gouffern en Auge ;
- Moncale (Haute-Corse), à l'intérieur de Calenzana ;
- Mont-Dauphin (Hautes-Alpes), à l'intérieur d'Eygliers ;
- Pontécoulant (Calvados), à l'intérieur de Condé-en-Normandie ;
- Suzan (Ariège), à l'intérieur de La Bastide-de-Sérou. Cas unique en France[3], les limites entre ces deux communes ne sont pas clairement identifiées et si les deux communes sont cadastrées, c’est La Bastide-de-Sérou qui a la gestion de la totalité du cadastre des deux communes[4],[5].

### Une exclave
Le territoire des communes suivantes est composé de deux surfaces disjointes, séparées par une ou plusieurs autres communes, un autre département ou un autre pays.
- Aisne :

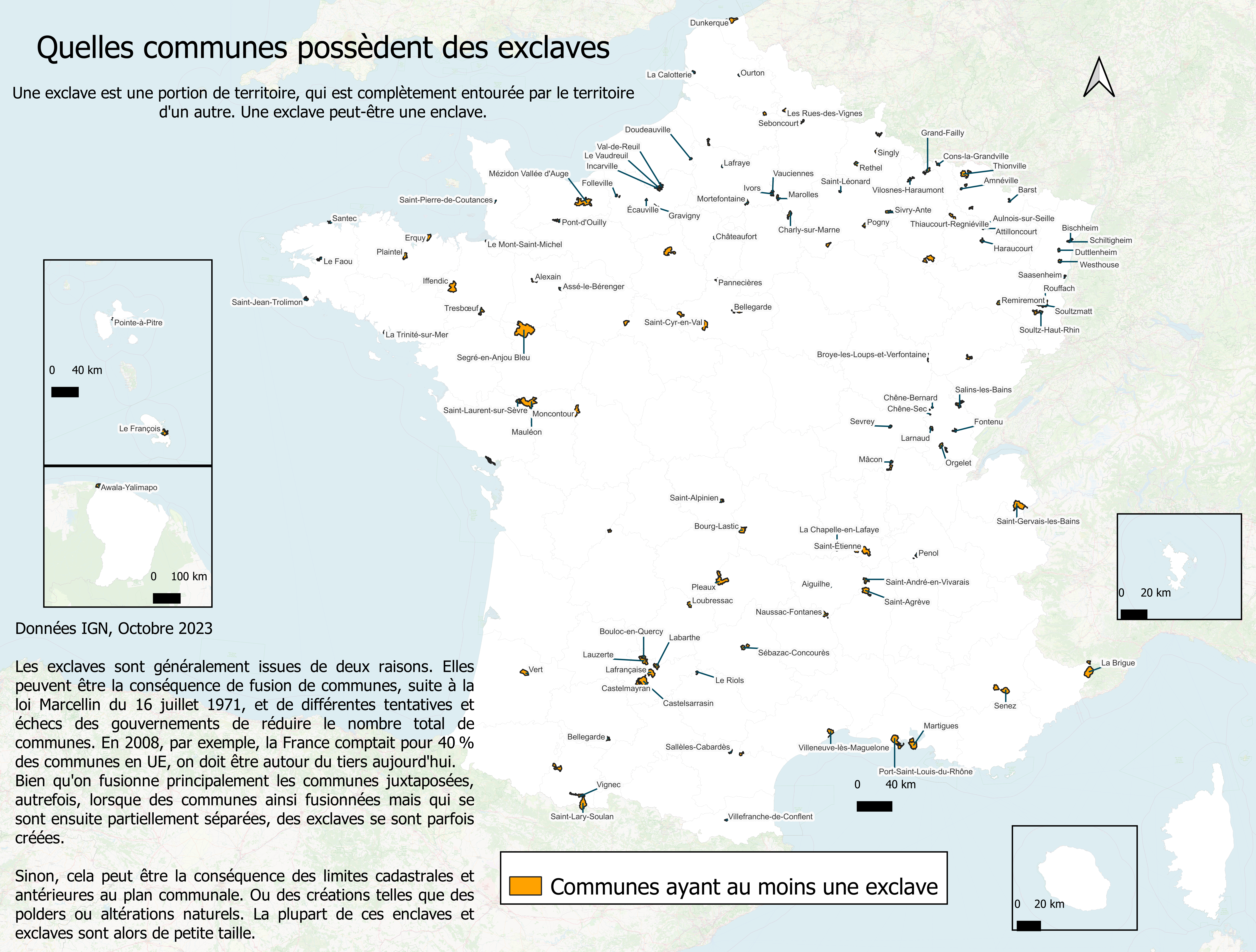
Cliquez pour afficher la carte en grand, puis zoomez sur la carte

  - Charly-sur-Marne : exclave au sud, séparée par Pavant
  - Seboncourt : exclave au nord-est, entourée par Bohain-en-Vermandois, Vaux-Andigny, Mennevret et Grougis
- Alpes-de-Haute-Provence :
  - Senez : la commune de Senez a absorbé en 1974 celle du Poil bien que les territoires ne soient pas contigus[6] ; Le Poil est séparé du reste de Senez par les communes de Barrême et Blieux.
- Alpes-Maritimes :
  - La Brigue : enclave du massif du Marguareis au nord de la commune, séparée par Tende ou l'Italie. La seule route y conduisant à partir de la France passe par l'Italie[7].
- Ardèche :
  - Saint-Agrève : Le Pouzat, ancienne commune au sud-est ayant fusionné avec Saint-Agrève en 1973 et séparé par Saint-Jean-Roure et Désaignes.
  - Saint-André-en-Vivarais : fragment séparé par Rochepaule et Saint-Bonnet-le-Froid.
- Ardennes :
  - Nouzonville : Meillier-Fontaine séparé par Bogny-sur-Meuse et Charleville-Mézières.
  - Rethel : exclave comprise entre Acy-Romance et Sault-lès-Rethel
  - Singly : enclave entièrement entourée par Flize.
- Aude :
  - Peyriac-Minervois : fragment séparé par Rieux-Minervois et Trausse, mais distant seulement de quelques mètres du reste de la commune.
  - Sallèles-Cabardès : fragment séparé par Conques-sur-Orbiel et Limousis.
- Aveyron :
  - Sébazac-Concourès : fragment séparé par La Loubière et Rodelle.
- Calvados :
  - Cahagnes : fragment séparé par Saint-Jean-des-Essartiers et Saint-Pierre-du-Fresne ; le territoire principal de la commune et celui de l'enclave se touchent quasiment à leur extrémité
  - Mézidon Vallée d'Auge : commune déléguée de Crèvecœur-en-Auge, séparée par Belle Vie en Auge et Notre-Dame-de-Livaye
  - Pont-d'Ouilly : enclave dans Cahan, dans l'Orne
- Cantal :
  - Pleaux : ancienne commune de Tourniac, séparée par Barriac-les-Bosquets et Rilhac-Xaintrie
- Creuse :
  - Saint-Alpinien : Montignat, enclave entre La Chaussade et Saint-Silvain-Bellegarde
- Dordogne :
  - Soudat : exclave au nord, comprise entre Eymouthiers et Bussière-Badil
- Eure :
  - Écauville : fragment séparé par Feuguerolles et Quittebeuf
  - Folleville : fragment séparé par Le Theil-Nolent
  - Gravigny : fragment (forêt de Gravigny) séparé par Aviron et Normanville
  - Incarville : fragment dans la forêt de Bord-Louviers, séparé par Louviers et Val-de-Reuil et plus grand que le territoire du bourg proprement-dit
  - Le Vaudreuil : fragment dans la forêt de Bord-Louviers, séparé par Val-de-Reuil
- Eure-et-Loir :
  - Tremblay-les-Villages : fragment séparé par Serazereux
- Finistère :
  - Argol : fragment entouré par Crozon, Landévennec et Telgruc-sur-Mer, ayant accès à la côte sur l'anse de Poulmic
  - Le Faou : territoire enclavé entre Pont-de-Buis-lès-Quimerch et Rosnoën
  - Saint-Jean-Trolimon : fragment entre Plonéour-Lanvern et Tréguennec
- Gers :
  - Bellegarde : enclave dans Moncorneil-Grazan
- Ille-et-Vilaine :
  - Iffendic : enclave à l'ouest d'Iffendic, séparé par Saint-Maugan et Boisgervilly, également bordé à l'ouest par Saint-Onen-la-Chapelle.
  - Tresbœuf : enclave au sud de Tresbœuf, séparé par La Bosse-de-Bretagne et Lalleu, également bordé au sud par Ercé-en-Lamée.
- Isère :
  - Penol : enclave au sud-ouest, entourée par Beaufort et Pajay (45° 20′ 19,06″ N, 5° 07′ 49,97″ E)
- Jura :
  - Chêne-Bernard : territoire au sud-ouest, entre Chaînée-des-Coupis, les Essards-Taignevaux, Pleure, Rye et Sergenon
  - Fontenu : bande de terrain quasi-rectangulaire, bordée au sud par Marigny et sur les trois autres côtés par Mont-sur-Monnet
  - Larnaud : exclave au sud-est, entourée par Fontainebrux, Ruffey-sur-Seille, Montmorot et Courlans
  - Orgelet : enclave au sud-est sur la rive occidentale du lac de Vouglans, entourée par Coyron, Écrille, Maisod, Onoz, Plaisia et La Tour-du-Meix
  - Salins-les-Bains : enclave au nord-est, entourée par Saizenay, et dans le Doubs, par Nans-sous-Sainte-Anne et Saraz.
- Landes : 
  - Vert : petite exclave au sud-est, comprise entre Labrit et Brocas
- Loire :
  - La Chapelle-en-Lafaye : enclave au sud, séparée par Montarcher
  - Saint-Étienne : ancienne commune de Saint-Victor-sur-Loire sur la rive droite de la Loire, absorbée en 1969 et séparée par Roche-la-Molière et Saint-Genest-Lerpt
- Loiret :
  - Auvilliers-en-Gâtinais, enclave à l'ouest, séparée par Beauchamps-sur-Huillard et Quiers-sur-Bézonde
  - Bellegarde : enclave à l'ouest, séparée par Quiers-sur-Bézonde[8]
  - Charsonville : exclave au sud, comprise entre Ouzouer-le-Marché et Baccon
  - Pannecières : enclave au nord-est, séparée par Sermaises et Estouches
  - Saint-Cyr-en-Val : enclave à l'ouest, séparée par Orléans-la-Source ; les territoires d'Orléans-la-Source sont achetés à Saint-Cyr-en-Val en 1959 et rattachés à Orléans
- Lot :
  - Loubressac : une petite exclave à l'est, sur la rive droite de la Bave, comprise entre Autoire et Prudhomat
- Lozère :
  - Naussac-Fontanes : enclave au sud-est, dans la commune de Langogne
- Maine-et-Loire :
  - La Pellerine : composée de deux enclaves proches (47° 27′ 40,91″ N, 0° 07′ 24,22″ E et 47° 26′ 54,02″ N, 0° 08′ 12,88″ E), à l'intérieur de la commune de Noyant-Villages ;
  - Segré-en-Anjou Bleu : enclave au nord, de l'ancienne commune de Montguillon (47° 44′ 27,02″ N, 0° 44′ 28,14″ O), séparée par Chemazé en Mayenne
- Manche :
  - Saint-Pierre-de-Coutances : enclave au nord-est, séparée par Coutances et Nicorps
- Marne :
  - Angluzelles-et-Courcelles : enclave au nord-est, entièrement encerclée par Corroy
  - Pogny : enclave au sud, séparée par Cheppes-la-Prairie et Omey
  - Saint-Léonard : enclave au nord, séparée par Reims
- Mayenne :
  - Alexain : enclave à l'est, séparée par Saint-Germain-d'Anxure
- Meurthe-et-Moselle :
  - Cons-la-Grandville : bois de Cons-la-Grandville, séparé par Fresnois-la-Montagne et Villers-la-Chèvre
  - Haraucourt : enclave à l'ouest, séparée par Buissoncourt
  - Grand-Failly : bois de Petit-Failly au sud-ouest, séparé par Rupt-sur-Othain
  - Thiaucourt-Regniéville : village détruit de Regniéville au sud-est, séparé par Viéville-en-Haye
- Meuse :
  - Gondrecourt-le-Château : village de Luméville-en-Ornois au sud-ouest, séparé par Horville-en-Ornois
  - Vilosnes-Haraumont : village d'Haraumont à l'est, séparé par Sivry-sur-Meuse
- Moselle :
  - Amnéville : Malancourt-la-Montagne au sud-ouest, séparé par Rombas
  - Attilloncourt : bois d'Attilloncourt au nord, séparé par Bioncourt et Grémecey
  - Aulnois-sur-Seille : enclave à l'est, séparée par Craincourt et Fossieux
  - Barst : village de Marienthal au nord, séparé par Cappel
  - Pournoy-la-Grasse : hameau et bois d'Avigny à l'ouest, séparés par Verny
  - Thionville : village de Garche au nord-est, séparé par Manom et Hettange-Grande
- Nord :
  - Dunkerque : Mardyck à l'ouest, séparée par Grande-Synthe
  - Les Rues-des-Vignes : enclave au sud, touchant le reste de la commune par un unique point
- Oise :
  - Lafraye : enclave entièrement entourée par Reuil-sur-Brêche
  - Marolles : fragment au sud séparé par Chézy-en-Orxois (Aisne) mais distant seulement de quelques mètres du reste de la commune.
  - Mortefontaine : hameau de Montmélian, séparé par Plailly
- Pas-de-Calais :
  - La Calotterie : enclave de La Calotterie entre La Madelaine-sous-Montreuil et Attin
  - Ourton : enclave entièrement entourée par Diéval
  - Le Transloy : exclave au nord comprise entre Beaulencourt et Villers-au-Flos
- Puy-de-Dôme :
  - Bourg-Lastic : hameaux de Fourgère et chez Lample, au nord-est
- Pyrénées-Atlantiques :
  - Denguin : enclave à l'est, reliée au reste de la commune par un seul point et séparée par Aussevielle et Beyrie-en-Béarn
- Hautes-Pyrénées :
  - Saint-Lary-Soulan : à la suite de la fusion des communes de Saint-Lary et Soulan en 1964, cette dernière forme une enclave qui s'étire sur une dizaine de kilomètres, au-delà du lac de l'Oule et jusqu'à la crête d'Espade (42° 49′ 39,18″ N, 0° 13′ 38,39″ E). Les deux parties sont séparées par la commune de Vignec.
  - Vignec : fragment à l'ouest (42° 48′ 50,37″ N, 0° 16′ 29,26″ E) séparé par le hameau de la Cabane, lui-même partie de l'enclave de Soulan de Saint-Lary-Soulan.
  - Lourdes : deux parties, séparées par les communes de Poueyferré et Peyrouse.
- Bas-Rhin :
  - Bischheim : enclave au nord-est, séparée par Hœnheim[9]
  - Duttlenheim : enclave de très faible superficie, entièrement comprise dans Duppigheim
  - Saasenheim : enclave à l'intérieur de Sundhouse
  - Schiltigheim : enclave comprise entre Souffelweyersheim et Hœnheim
  - Westhouse : zone au nord-est, séparée par une bande de territoire appartenant à la commune d'Uttenheim

Même si le territoire de la commune est contigu, mentionnons le cas de Rhinau, dont une partie du territoire s'étend jusqu'en Allemagne sous le nom de secteur non constitué en municipalité de Rhinau.
- Haut-Rhin :
  - Rouffach : forêt de Rouffach à l'ouest, séparée par Westhalten et Soultzmatt
  - Soultz-Haut-Rhin : forêt reculée de Soultz à l'ouest, séparée par Jungholtz
  - Soultzmatt : forêt reculée de Soultzmatt au nord, séparée par Westhalten et l'enclave de Rouffach
- Haute-Saône :
  - Broye-les-Loups-et-Verfontaine : une enclave au sud, comprise entre Autrey-lès-Gray, Champagne-sur-Vingeanne, Renève et Essertenne-et-Cecey
  - Rioz : hameaux d'Anthon et Dournon, bois d'Anthon, à l'est
- Saône-et-Loire :
  - Mâcon : Sennecé-lès-Mâcon et Saint-Jean-le-Priche, communes associées séparées du reste de la commune par Sancé et situées sur les bords de la Saône au nord
- Sarthe :
  - Bessé-sur-Braye : hameau de la Massuère, séparé par La Chapelle-Huon
- Haute-Savoie :
  - Saint-Gervais-les-Bains : versant sud du mont Blanc et mont Blanc de Courmayeur, au sud-est, séparé par Chamonix-Mont-Blanc et l'Italie[10]
- Seine-Maritime :
  - Doudeauville : enclave au nord-est, séparée par Haussez et par une excroissance de Villers-Vermont, commune de l'Oise.
- Yvelines : 
  - Châteaufort : exclave au sud, comprise entre Cressely, Villiers-le-Bâcle et Saint-Rémy-lès-Chevreuse
- Deux-Sèvres : 
  - Mauléon : exclave au nord, entre La Tessoualle et Saint-Pierre-des-Échaubrognes
- Somme :
  - Poix-de-Picardie : villages de Frocourt et Lahaye-Saint-Romain au sud, séparés par Équennes-Éramecourt
- Tarn :
  - Le Riols : village de Ratayrens, au sud sur la rive de l'Aveyron, séparé par Saint-Martin-Laguépie
- Tarn-et-Garonne :
  - Bouloc-en-Quercy : village de Fauret au sud-ouest, enclave à l'intérieur de Lauzerte
  - Castelsarrasin : hameau de Beaufort à l'ouest, situé entre Castelmayran et Saint-Aignan
  - Labarthe : hameau de Blazy à l'ouest, enclave à l'intérieur de Vazerac
  - Lafrançaise : partie de l'île Sénécal au sud, sur le Tarn, séparée du reste de la commune par Lizac et Meauzac
  - Lauzerte : hameau de Falsegarre au nord, enclave à l'intérieur de Bouloc-en-Quercy
- Vendée : 
  - Saint-Laurent-sur-Sèvre : petite exclave au nord, comprise entre Mortagne-sur-Sèvre et Mauléon
- Vienne :
  - Moncontour : villages d'Ayron et Saint-Chartres au sud, séparé par Marnes dans les Deux-Sèvres

### Deux exclaves
Le territoire des communes suivantes est composé de trois surfaces disjointes, séparées par une ou plusieurs autres communes ou un autre département.
- Eure :
  - Val-de-Reuil : la zone comporte plusieurs communes possédant au moins une enclave. Celle de Val-de-Reuil possède deux fragments distincts :
    - Au nord, un territoire séparé par Léry. Il est entouré par les communes de Les Damps, Léry, Le Manoir, Pîtres et Poses.
    - Au sud, un territoire séparé par Le Vaudreuil. Cette enclave est entourée par les communes d'Andé, Porte-Joie, Saint-Étienne-du-Vauvray, Saint-Pierre-du-Vauvray et Le Vaudreuil.
- Jura :
  - Chêne-Sec : la commune est constituée de trois fragments distincts, de 47, 26 et 10 ha. La plus grande partie n'est rattachée au reste du département du Jura que par un mince corridor d'environ 100 m de large. Les deux autres fragments sont totalement enclavés dans la commune de Beauvernois, dans le département de Saône-et-Loire.
- Haute-Loire
  - Aiguilhe : la commune possède deux exclaves séparées du reste de la commune par la commune du Puy-en-Velay. La première exclave est entourée par les communes du Puy-en-Velay et de Polignac. La seconde est entourée par les communes du Puy-en-Velay, d'Espaly-Saint-Marcel et de Polignac.
- Marne :
  - Sivry-Ante : la commune possède deux petites enclaves situées entre Le Vieil-Dampierre et Le Chemin, sur la rive gauche de l'Aisne.
- Mayenne :
  - Assé-le-Bérenger : deux très petites enclaves de 900 et 40 m² dans la commune de Voutré.
- Oise :
  - Ivors : enclave dans Coyolles, dans le département de l'Aisne, et enclave située entre les communes de Coyolles et Cuvergnon. Comme pour les enclaves de Vauciennes, cette situation résulte de l'utilisation de la forêt de Retz pour délimiter les deux départements en 1790. La délimitation très irrégulière de cette forêt a rendu les limites départementales très échancrées dans cette région[11].
  - Vauciennes : la commune comporte deux enclaves dans celle de Coyolles : le village de Chavres à l'ouest et le Champ-Familier à l'est. Comme pour les enclaves d'Ivors, cette situation résulte de l'utilisation de la forêt de Retz pour délimiter les deux départements en 1790[11].
- Pyrénées-Orientales :
  - Villefranche-de-Conflent : deux parties séparées du reste de la commune par Corneilla-de-Conflent et de Fuilla.
- Bas-Rhin :
  - Schiltigheim : enclave entre Bischheim et Hœnheim, et enclave entre Hœnheim et Souffelweyersheim[9].
- Tarn-et-Garonne :
  - Castelmayran : la commune comporte deux fragments séparés :
    - le premier est situé au nord-est, à l'intérieur de Castelsarrasin ;
    - le deuxième est situé à l'est et est entouré par les communes de Castelsarrasin et Saint-Aignan, ainsi que par une enclave de Castelsarrasin.

### Trois exclaves
- Côtes-d'Armor :
  - Plaintel : trois parties séparées du reste de la commune par Saint-Carreuc et Plœuc-L'Hermitage.